# Pałac w Zimnowodzie
Pałac w Zimnowodzie – pałac z XIX w. we wsi Zimnowoda (województwo wielkopolskie), w powiecie gostyńskim, wpisany do rejestru zabytków nieruchomych województwa wielkopolskiego.
Pałac wybudowany na zlecenie Teodora Mycielskiego (1804–1874) herbu Dołęga według projektu Stanisława Hebanowskiego. Na parterze znajduje się kominek, a nad nim lustro flankowane dwiema toskańskimi kolumnami podtrzymującymi kolisty fronton typu fr. circulaire, zwieńczony dwoma kartuszami z herbami Teodora Mycielskiego i jego drugiej żony Ludwiki Bisping. Obiekt jest częścią zespołu pałacowego, w skład którego wchodzi pałac wybudowany w latach 1870-1880 oraz park z XIX w.

Herb Dołęga Teodora Mycielskiego
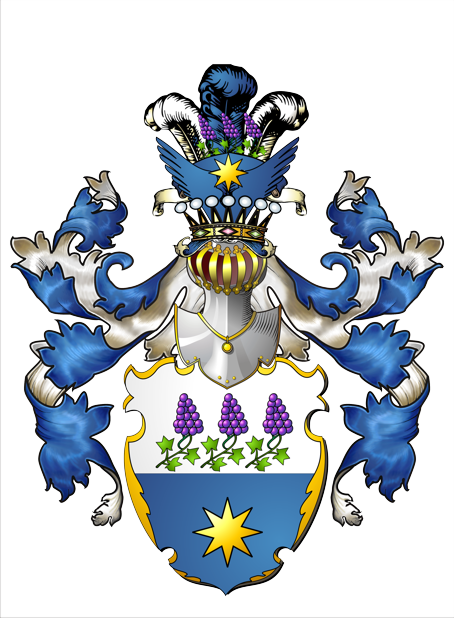
Herb Ludwiki Bisping (odmiana)